# Crangon crangon
Crangon crangon – jadalny gatunek morskiej, drapieżnej krewetki z rodziny Crangonidae. W Polsce posiada wiele nazw: garnela, garnela pospolita, krewetka piaskowa, garnela właściwa, garnela nakrapiana. Nazwą "garnela" określa się również rodzaj Crangon.

## Budowa

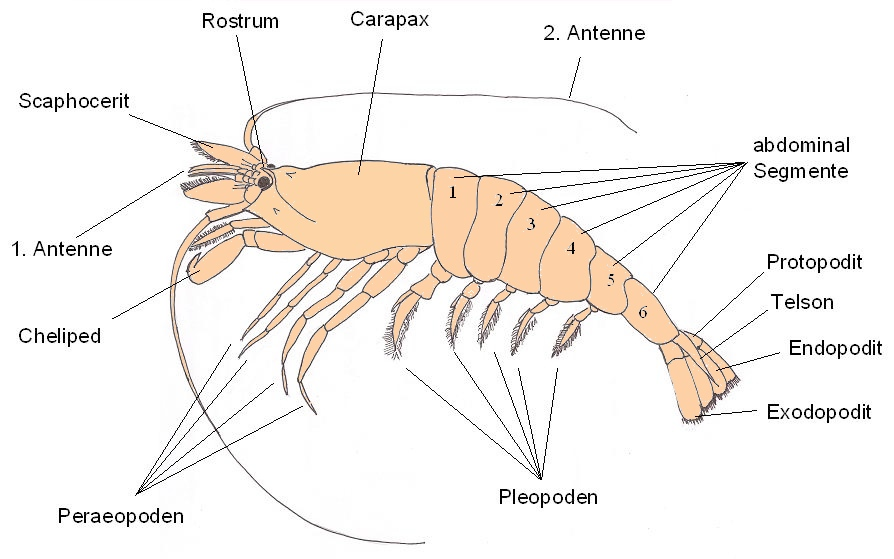
Budowa ciała garneli

Ciało przezroczystawe; pancerzyk głowotułowia tworzy z przodu bardzo krótki, zaokrąglony wyrostek międzyoczny. Przednia para odnóży tułowiowych nie ma postaci – jak u innych krajowych krewetek – typowych szczypiec, lecz dość silnie rozwiniętej, wydłużonej "ręki" – podłużnego, spłaszczonego członu, zakończonego ruchomym pazurkiem, co jest charakterystyczną cechą rodzaju Crangon. Samice dorastają do 9 cm, a samce do 5 cm długości, w Bałtyku tylko do 5 cm (samce do 3,6 cm).

## Biologia i ekologia
Garnela prowadzi nocny tryb życia. Dzień spędza zwykle w ukryciu – zagrzebana w piasku, z którego wystawia tylko oczy i długie czułki. Drapieżna – żywi się głównie obunogami, lasonogami i wieloszczetami. Należy do zwierząt najwrażliwszych na zanieczyszczenia olejowe. Rozród garneli trwa od maja do września. Największe samice rozmnażają się wiosną, później przystępują do rozrodu coraz mniejsze. Jedna samica składa, w zależności od swojej wielkości, 1500–15000 (w Bałtyku 200–2000) jaj, noszonych następnie przez nią po spodniej stronie odwłoka. W rozwoju występują planktonowe larwy typu żywika i lasonóżka. Są one koloru mniej lub bardziej pomarańczowoczerwonego. Po 4–5 tygodniach, osiągnąwszy długość ciała 5-7 mm, osiedlają się na dnie.

## Występowanie
Garnela żyje we wszystkich morzach europejskich włącznie z Bałtykiem. W odróżnieniu od pozostałych krajowych krewetek, bytujących wśród roślinności, zamieszkuje nagie, przybrzeżne piaski. Latem zbliża się gromadnie do płycizn głębokości zaledwie 0,2–5 m (można ją spotkać w kałużach na plaży), na zimę natomiast przemieszcza się na głębokość kilkudziesięciu metrów.

## Znaczenie gospodarcze

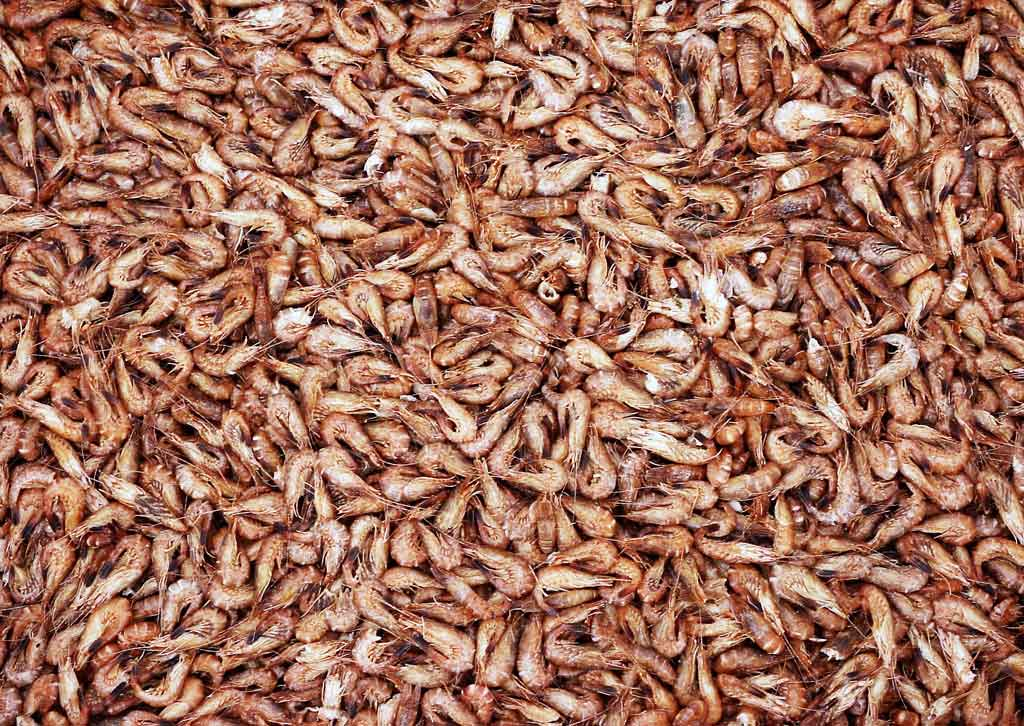
Gotowane garnele

Gatunek jadalny, masowo poławiany dla celów konsumpcyjnych i na paszę. Jest to najważniejszy pod względem gospodarczym skorupiak basenu północnego Atlantyku. Garnele bałtyckie – zapewne z uwagi na mniejsze niż w morzu pełnosłonym wymiary ciała – wykorzystywane są tylko jako przynęta do połowów haczykowych.

## Etymologia nazwy
Nazwa garneli pochodzić ma z języka holenderskiego, w którym wyraz garnaal oznacza krewetkę. Bliższy jednak brzmieniem słowu 'garnela' jest niemiecki wyraz Garnele, który tłumaczy się na polski tak samo, jak holenderski odpowiednik.